# Pilea spruceana
Pila spruceana – gatunek rośliny z rodziny pokrzywowatych (Urticaceae). Pochodzi z Peru i Wenezueli w Ameryce Południowej, a odkryty został w 1895 r. Jest uprawiany w wielu krajach świata.

## Morfologia i biologia
Wiecznie zielona bylina, uprawiana w mieszkaniach osiąga wysokość około 20 cm. Ulistnienie naprzeciwległe, liście grubo ząbkowane. Są główną ozdobą tej rośliny. Mają oryginalny brązowo – zielony kolor ze srebrnymi wybarwieniami. Kwiaty są niepozorne (podobne do kwiatów pokrzywy), wiatropylne, drobne, wyrastające w kątach liści. Owocem jest torebka, podobnie, jak u innych gatunków pilei często wyrzucająca nasiona na dużą odległość od rośliny (autochoria). Stąd też pilee nazywane są czasami „strzelającymi roślinami”.

## Zastosowanie
Jest uprawiana jako roślina ozdobna. W krajach o ciepłym klimacie jest uprawiana w ogrodach, w Polsce ze względu na klimat może być uprawiana tylko w mieszkaniach i szklarniach. Nadaje się doskonale do pojemników wiszących, również w kompozycji z innymi roślinami. Dobrze komponuje się z bluszczami, begoniami, chamedorą i wieloma innymi roślinami pokojowymi. Jest dość łatwa w uprawie.

## Uprawa
ŚwiatłoPotrzebuje dużo światła. Może stać na parapecie okiennym, jednak w południe powinna być zasłonięta od bezpośredniego światła słonecznego, zimą zaś jej liście nie mogą dotykać szyb, gdyż wskutek tego gniją.
WilgotnośćLatem podlewa się tak, by ziemia w doniczce nigdy nie przeschła, zimą wystarczy raz na tydzień. Spryskiwanie wodą wskazane, ale nie przy silnym słońcu, gdyż może to spowodować poparzenie liści.
PodłożeNajlepsza jest ziemia torfowa. Wiosną przesadza się rośliny do większych doniczek. W mieszkaniu może rosnąć wiele lat, jednak starsze rośliny wyglądają nieatrakcyjnie. Można poprawić ich wygląd przez przycięcie pędów na wiosnę, a później uszczykiwanie wierzchołki pędów, by się nadmiernie nie wydłużały. Lepiej jednak roślinę corocznie odnowić z sadzonek pędowych.
RozmnażaniePrzez sadzonki wierzchołkowe pobierane wiosną. Ukorzenia się je w mieszaninie torfu z piaskiem, pod przykryciem folią lub szkłem, albo po prostu wstawiając dolną część sadzonki do naczynia z wodą.